# 美馬橋
美馬橋（みまばし）は、吉野川左岸の徳島県美馬市美馬町と右岸の美馬郡つるぎ町を結ぶ道路橋。橋梁形式は右岸よりワーレントラス（径間長38.05m）、真ん中の流水部はランガートラス3連（径間長63.2m）、ワーレントラス5連（38m4連および38.05m）。

## 概要
架橋地点の約300メートル下流にはかつて喜来の渡しがあった。この喜来の渡しの他に道万の渡しや青石の渡し等が付近の両岸住民の渡河手段であったが、1949年に小学生児童10人が死亡する遭難事故が発生。この事件をきっかけに架橋の要望が高まり1952年に着工。1959年に開通した。橋の南詰めには架橋に尽力した代議士の真鍋勝の銅像が建てられている。
橋は1972年に香川県道・徳島県道4号坂出貞光線に指定された後、1982年に国道438号に指定されている。

## 諸元
- 供用開始：1959年
- 右岸：徳島県美馬郡つるぎ町
- 左岸：徳島県美馬市美馬町
- 橋長： 417.7m
- 幅員： 約8m（車道6.5m、歩道1.5m）
- 橋梁形式
  - 上路式鋼直弦ワーレントラスおよび下路式鋼ランガートラス
  - 9連 支間長 38m、38.05m、63.2m
- 所在地：徳島県美馬市美馬町 - 美馬郡つるぎ町
- 施工
  - 上部工：松尾橋梁
  - 下部工：銭高組
- 総工費：2億1947万円

## 沿革
- 1950年度 - 地質調査
- 1951年度 - 着工
- 1954年度 - 取合道路完成、下部構造着手
- 1956年度 - 下部構造完成、上部構造着手
- 1957年度 - 上部構造完成
- 1959年4月4日 - 開通祝賀会

## 参考資料
- 道路橋大鑑（土木界通信社、1961年10月30日発行）
- 阿波の橋めぐり（坂本好、1999年、アルス製作所創立50周年記念誌刊行会）